# Mellansjön (Torps socken, Medelpad)
Mellansjön är en sjö i Ånge kommun i Medelpad och ingår i Ljungans huvudavrinningsområde. Sjön är 27 meter djup, har en yta på 5,71 kvadratkilometer och befinner sig 186,1 meter över havet. Sjön avvattnas av vattendraget Gimån.

## Delavrinningsområde
Mellansjön ingår i det delavrinningsområde (693615-153331) som SMHI kallar för Utloppet av Mellansjön. Medelhöjden är 248 meter över havet och ytan är 35,03 kvadratkilometer. Räknas de 447 avrinningsområdena uppströms in blir den ackumulerade arean 4 291,95 kvadratkilometer. Gimån som avvattnar avrinningsområdet har biflödesordning 2, vilket innebär att vattnet flödar genom totalt 2 vattendrag innan det når havet efter 79 kilometer. Avrinningsområdet består mestadels av skog (68 procent). Avrinningsområdet har 5,53 kvadratkilometer vattenytor vilket ger det en sjöprocent på 15,8 procent.